# Щасливий пілігрим
«Щасливий пілігрим» (англ. The Fortunate Pilgrim) — роман Маріо П'юзо 1967 року.
Маріо П'юзо вважав цей роман своїм найкращим і найхудожнішим твором, який розповідає про іммігрантську подорож його матері та її надзвичайну силу та любов. В одному з його останніх інтерв'ю, письменник висловив сум з приводу того, що вигадана історія «Хрещеного батька», яка йому не особливо подобалася, отримала більше уваги та визнання, аніж роман, який мав для нього особисте значення.
За словами самого П'юзо, прототипом головної героїні книги, Лучії Санти, стала його власна мати: «Кожного разу, як Хрещений батько щось говорив, я чув у своїй голові голос матері. Я чув її мудрість, цілеспрямованість і непохитну любов до сім'ї та самого життя. Мужність і відданість Дона, як і його людяність, походять від моєї матері. Тому зараз я переконаний, що без Лучії Санти, я б не зміг написати „Хрещеного батька“.»

## Сюжет
У книзі розповідається про сім'ю Анджелуцці-Корбос, емігрантів, які живуть у Нью-Йорку та намагаються адаптуватися до нового способу життя. Лучія Санта, голова родини, сильна й рішуча жінка, яка веде їх через труднощі Великої депресії та перші роки Другої світової війни. Їй, однак, не вдається запобігти конфлікту між італійськими та американськими цінностями.

## Екранізація
1988 року на основі роману вийшов однойменний мінісеріал з Софі Лорен в головній ролі.